# Joseph Sánchez (Künstler)
Joseph Marcus Sánchez (* 1948 in Trinidad, Colorado) ist ein amerikanischer Künstler, Kurator und Aktivist. Er gehört den White Mountain Apache und Taos Pueblo an und ist vor allem als Mitglied der Professional Native Indian Artists Inc., auch bekannt als „Indian Group of Seven“,  bekannt. Seine Arbeit umfasst Kunst, die spirituelle und soziale Themen erforscht, sowie eine langjährige Karriere als Kurator.

## Leben
Joseph Sánchez wurde in Trinidad, Colorado, geboren (spanisch/deutsche Eltern) und hat Apache- und Pueblo-Wurzeln. Schon in jungen Jahren interessierte er sich für Kunst und begann, seine Fähigkeiten als Autodidakt zu entwickeln. Während seiner Schulzeit malte Joseph Sánchez großformatige Porträts seiner Familie und Freunde. Er interessierte sich für die Kunstbewegungen und die Kunst der Renaissance, des Dadaismus, des Surrealismus und der zeitgenössischen Kunst.
1970 reiste Joseph Sánchez nach Kanada. Dort lernte er die Fotografin Ann Nadine Krajeck kennen, die er später heiratete und mit der er auf einer 20 Hektar großen Farm in Giroux, Manitoba, lebte. Zwei Jahre später, 1972, gehörte Joseph Sánchez zu den Gründern der Professional Native Indian Artists Inc. und wurde als Indian Group of Seven bekannt. Weitere Mitglieder waren die Künstler Daphne Odjig, Alex Janvier, Norval Morrisseau, Jackson Beardy, Eddy Cobiness und Carl Ray. Offiziell wurde das Kollektiv 1975 gegründet, und obwohl viele Künstler zur Teilnahme eingeladen wurden, waren es schließlich diese sieben Künstler, die nach Winnipeg, Manitoba, Kanada kamen, um die Gruppe zu gründen. Seit den 1980er Jahren lebt und arbeitet Sánchez in Santa Fe, New Mexico.

## Werk
Joseph Sánchez wird als spiritueller Surrealist bezeichnet. Die Arbeiten von Joseph M. Sánchez zeichnen sich durch die Verbindung traditioneller indigener Erzählungen mit surrealistischen Elementen aus. Seine Werke thematisieren spirituelle, kulturelle und feministische Anliegen. Er arbeitet in verschiedenen Medien, darunter Malerei, Zeichnung und Mixed Media. Sánchez’ Stil ist provokativ und visuell eindrucksvoll, oft mit einer kritischen Perspektive auf soziale und kulturelle Themen. Seit den 1970er Jahren ist Joseph Sánchez eine führende Persönlichkeit in der indigenen und Chicano-Kunstszene. Er hat mit zahlreichen Künstlern zusammengearbeitet, Ausstellungen kuratiert und sich für die Rechte von Minderheitenkünstlern eingesetzt. Als Gründungsmitglied der Professional Native Indian Artists Inc. spielte er eine entscheidende Rolle bei der Förderung indigener Kunst in Nordamerika.
Joseph Sánchez war Chefkurator des Museum of Aboriginal Peoples' Art & Artifacts am Portage College in Lac La Biche, Alberta. Dieses Museum beherbergt eine permanente Sammlung, die den Professional Native Indian Artists Inc. gewidmet ist. Im Jahr 2018 nahm er zusammen mit Alex Janvier an der Eröffnung dieser Sammlung teil. In seinen Werken nimmt Joseph Sánchez häufig eine feministische Perspektive ein und betont die Notwendigkeit, Frauen zu schützen. Nach seinem Rückzug aus der Kuratorentätigkeit widmet er sich wieder verstärkt seiner eigenen künstlerischen Arbeit und stellt international in Galerien und Museen aus.